# 2010—2011年昆士蘭洪水
2010–2011年昆士蘭洪水是指澳大利亚东北部从2010年12月开始的由热带气旋塔莎带来的强降雨引发的洪水。这次洪水是澳大利亚50年来最严重洪灾，东北部的昆士兰州有22个城镇被淹，大约20万人受影响。

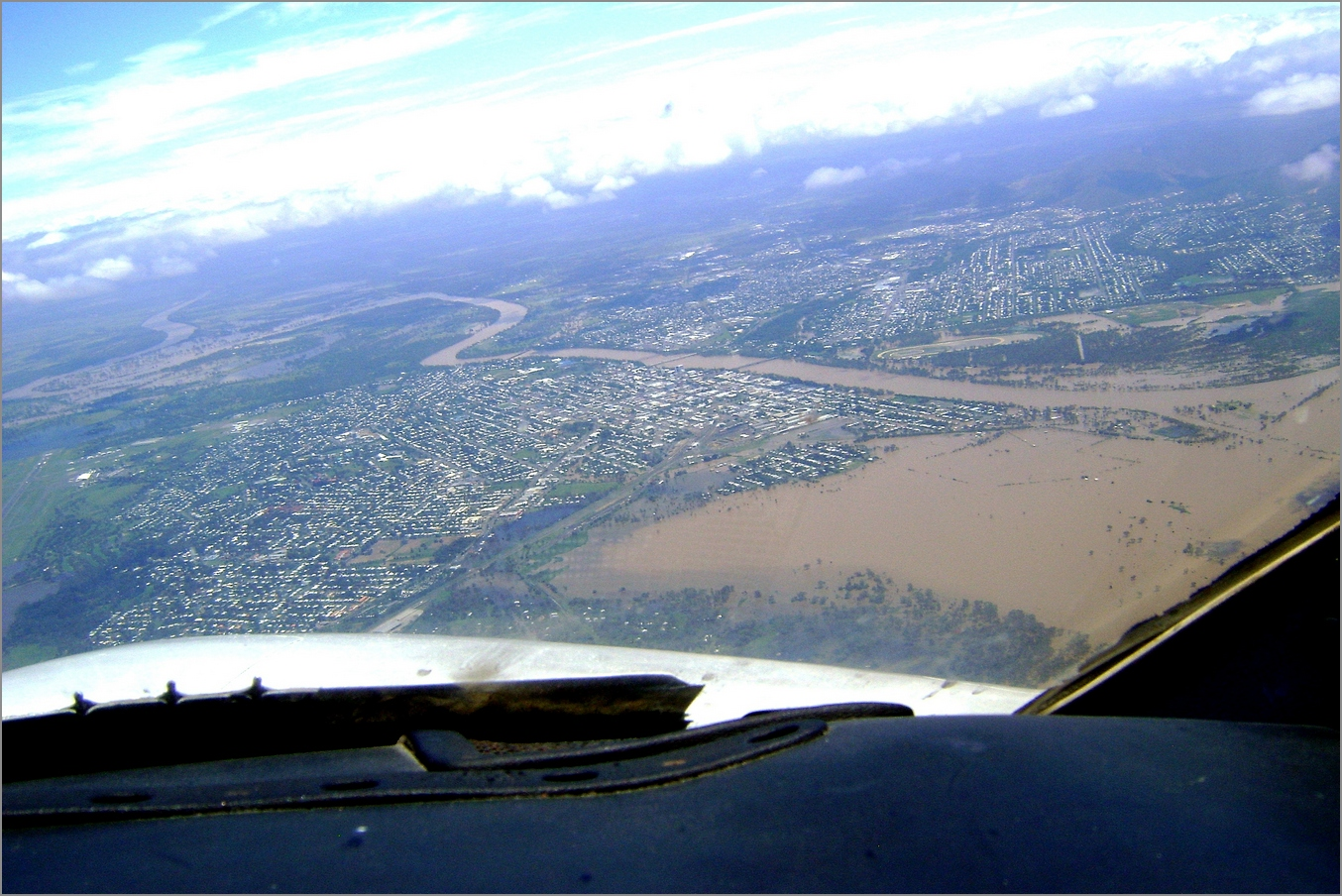
2010年12月31日，从空中俯瞰昆士兰州的洛坎普顿，费兹罗河已经冲毁堤坝，涌入市区。